# Đại học Sangmyung

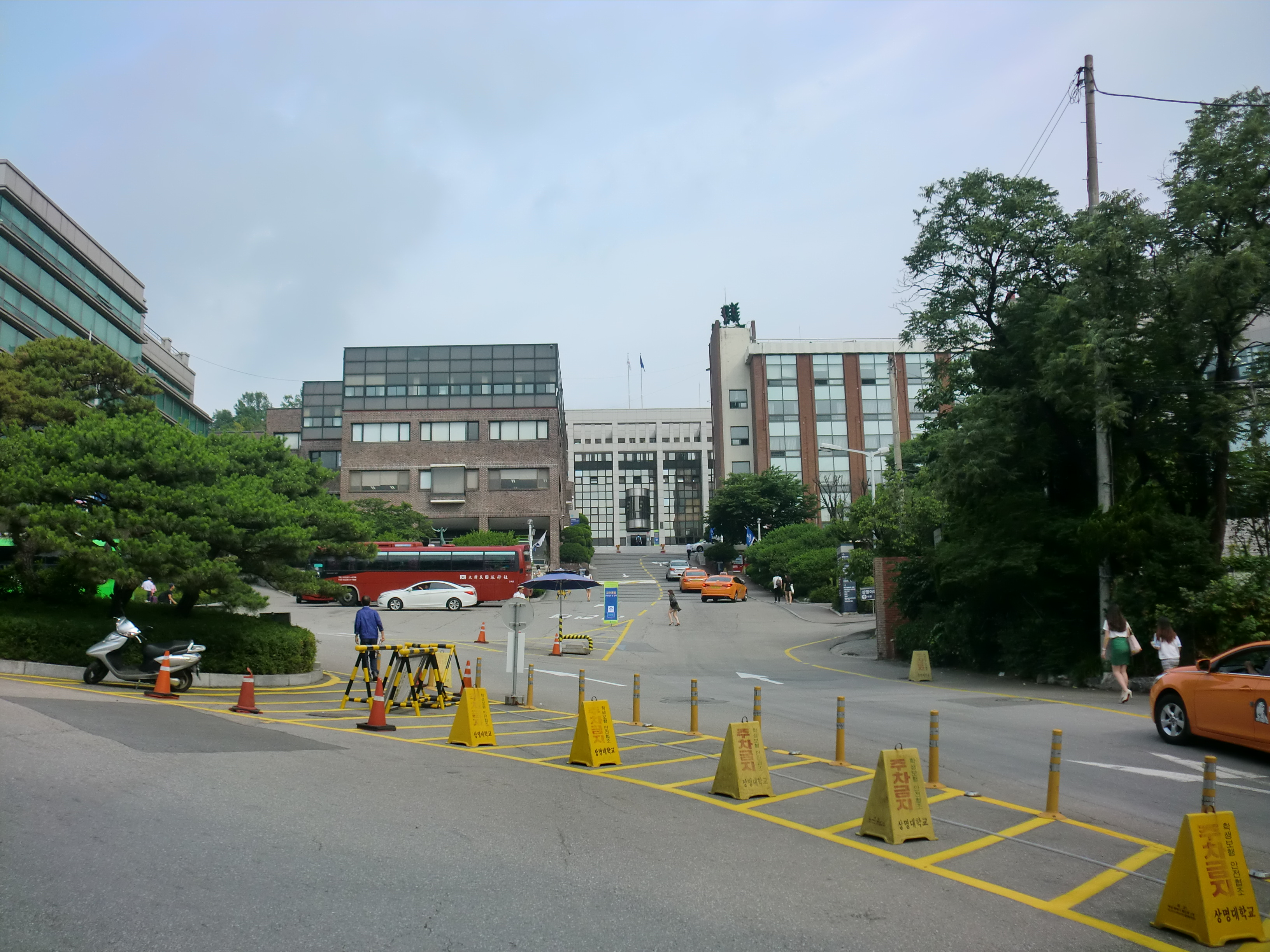
Đại học Sangmyung 3

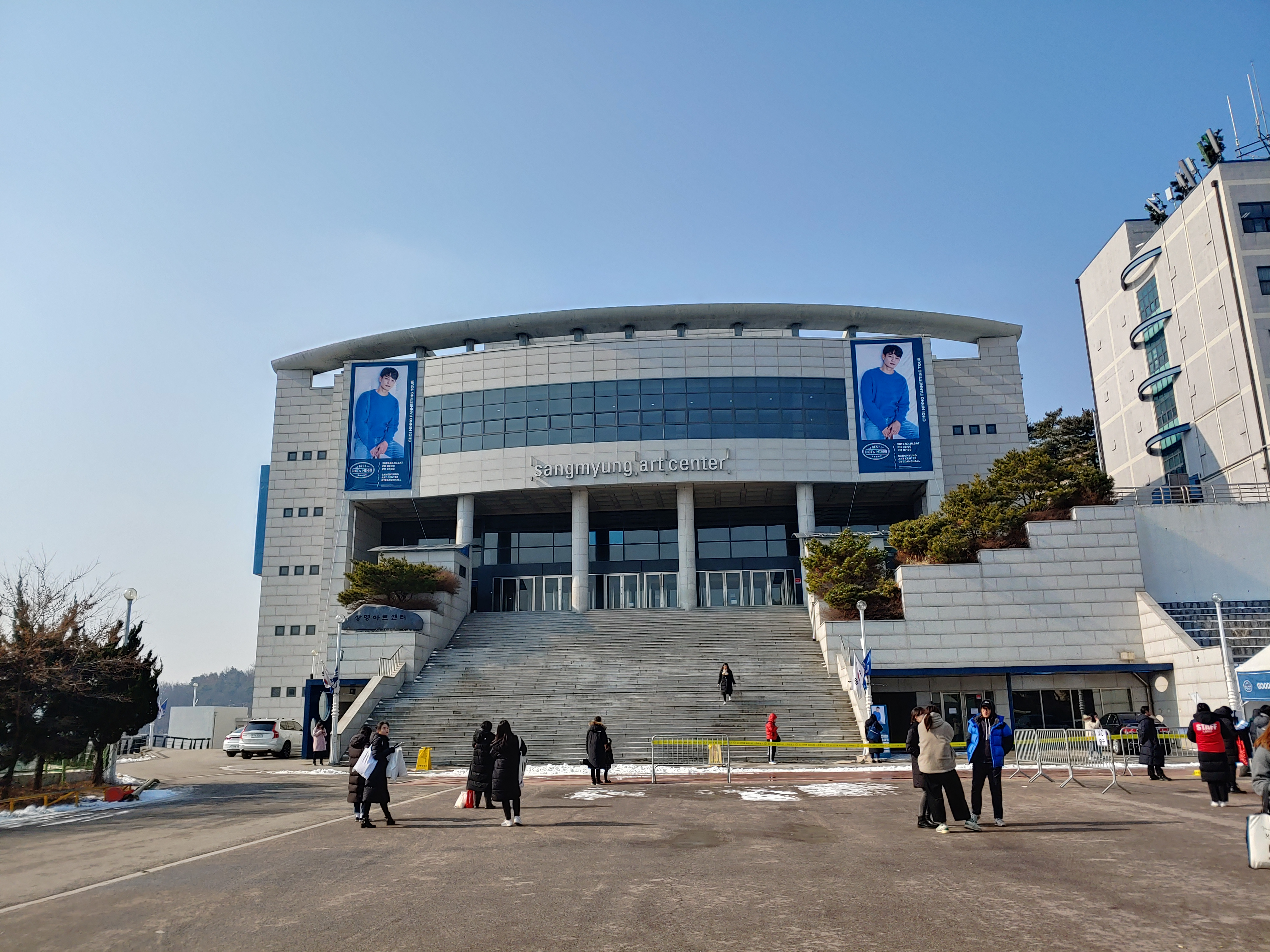
Trung tâm Nghệ thuật Sangmyung

Đại học Sangmyung (viết tắt là SMU) (tiếng Hàn: 상명대학교) là một viện đại học tư thục ở Hàn Quốc. Trường có cơ sở học xá đầu tiên ở Jongno-gu, Seoul và cơ sở thứ hai ở Cheonan, tỉnh Chungcheong Nam. Tính đến năm 2017, khoảng 12.798 sinh viên đã theo học, và tổng giá trị học bổng khoảng 41.954.660.000 won. Đại học Sangmyung bao gồm 10 khoa, 52 chuyên khoa, cung cấp giáo dục cho hệ đại học và hệ sau đại học.

## Biểu tượng
Biểu tượng con hươu mang một ý nghĩa tổng hợp về tình yêu, lý tưởng và sự hy sinh. Loài hoa biểu tượng của trường là hoa mơ tượng trưng cho sự thanh khiết, thanh tao và lòng kiên định. Loài cây biểu tượng của trường là cây thông tượng trưng cho ý chí vững vàng, bền bỉ và hưng thịnh.

## Vị trí
Đại học Sangmyung tọa lạc tại quận Jongno, Seoul và Cheonan, tỉnh Chungcheong Nam. Quận Jongno ở trung tâm thành phố nổi tiếng với các nguồn gốc của Seoul, là nơi hội tụ nét truyền thống và tương lai thông qua những địa điểm trung tâm về chính trị, kinh tế, giáo dục và văn hóa.

## Lịch sử
Trong thời kỳ Nhật chiếm đóng bán đảo Triều Tiên năm 1937, trường đã được thành lập với mô hình là Học viện Đào tạo Cao cấp Sangmyung mang mục tiêu đầy hy vọng đào tạo các nhà lãnh đạo dân tộc quốc gia trong tương lai.
Đến năm 1965, học viện phát triển thành trường đại học Sư phạm Nữ sinh Sangmyung và sau đó là trường đại học Nữ sinh Sangmyung vào năm 1986. Mười năm sau, năm 1996, để đáp ứng với sự thay đổi của thời đại và mở rộng cơ hội đào tạo, trường đã cho cả nam nữ theo học và đổi tên thành Trường Đại học Sangmyung. Năm 2006 đánh dấu kỷ niệm 10 năm thành lập trường Đại học Sangmyung với tư cách là cơ sở đồng giáo dục. Theo các giảng viên, sinh viên, cựu sinh viên và các thành viên của cộng đồng, động thái của Đại học Sangmyung nhằm mở rộng cơ hội giáo dục cho nam giới cũng như nữ giới đã thành công. Tỷ lệ sử dụng thư viện và tỷ lệ xin việc đã tăng cao kể từ năm 1996. Các cựu sinh viên nam đã chịu trách nhiệm chính cho sự gia tăng trong các hoạt động cựu sinh viên kể từ khi Sangmyung đồng giáo dục với sự hỗ trợ của Kyoungsun Im.

## Học thuật

### Các khoa, ngành giáo dục hệ đại học cở sở Seoul:

#### Đại học Khoa học Xã hội & Nhân văn
Khoa Nhân văn
- Chuyên khoa Nội dung Lịch sử
- Chuyên khoa Quyền sở hữu Trí tuệ
- Chuyên khoa Thư viện & Khoa học Thông tin
- Chuyên khoa Nội dung Văn hóa Hàn Quốc và Nhật Bản

Khoa Môi trường Không gian
Khoa Nguồn nhân lực công
Chuyên khoa Phúc lợi Gia đình
Chuyên khoa An ninh Quốc gia

#### Đại học Giáo dục
Khoa Giáo dục
Chuyên khoa Giáo dục Ngôn ngữ Hàn Quốc
Chuyên khoa Giáo dục Ngôn ngữ Anh
Chuyên khoa Giáo dục
Chuyên khoa Giáo dục Toán học

#### Đại học Kinh doanh và Kinh tế
Khoa Kinh doanh và Kinh tế
Chuyên khoa Kinh tế và Tài chính
Chuyên khoa Quản trị Kinh doanh
Chuyên khoa Quản trị Kinh doanh Toàn cầu
Chuyên khoa Quản trị Kinh doanh Tập trung
- Chuyên khoa Văn hóa Nghệ thuật Hình ảnh Biểu diễn
- Chuyên ngành làm phim và Video
- Chuyên ngành Kịch
- Chuyên ngành Quản trị Văn hóa và Nghệ thuật

#### Đại học Kỹ thuật Tập trung
Khoa Khoa học Thông tin Thông minh
- Chuyên khoa Kỹ thuật Thông tin
- Chuyên khoa Trí tuệ Nhân tạo lấy Con người làm Trung tâm

Khoa Điện và Máy tính Điện tử
- Chuyên khoa Kỹ thuật Điện
- Chuyên khoa Kỹ thuật Điện tử Tập trung
- Chuyên khoa Khoa học Máy tính

Khoa Kỹ thuật Hóa sinh
- Chuyên khoa Công nghệ Sinh học
- Chuyên khoa Kỹ thuật Năng lượng Hóa học
- Chuyên khoa Kỹ thuật Hóa học và Khoa học Vật liệu

Chuyên khoa Trò chơi Điện tử

#### Đại học Văn hóa Nghệ thuật
Khoa Dịch vụ Thực phẩm Dinh dưỡng và Trang phục
- Chuyên khoa Dinh dưỡng Thực phẩm
- Chuyên khoa Trang phục

Khoa Múa và Thể thao
- Chuyên khoa Thể thao và Khoa học Sức khỏe
- Chuyên khoa Nghệ thuật Múa

Chuyên khoa Nghệ thuật
- Chuyên khoa Nghệ thuật Sáng tạo
- Chuyên khoa Nghệ thuật Sống

Chuyên khoa Âm nhạc

### Các khoa, ngành giáo dục hệ đại học cơ sở Cheonan:

#### Đại học Nhân văn Toàn cầu
Khoa Khu vực Toàn cầu
- Chuyên ngành Nghiên cứu Vùng miền và Ngôn ngữ Nhật Bản
- Chuyên ngành Nghiên cứu Vùng miền và Ngôn ngữ Trung Quốc
- Chuyên ngành Nghiên cứu Vùng miền và Ngôn ngữ Anh
- Chuyên ngành Nghiên cứu Vùng miền và Ngôn ngữ Pháp
- Chuyên ngành Nghiên cứu Vùng miền và Ngôn ngữ Đức
- Chuyên ngành Nghiên cứu Vùng miền và Ngôn ngữ Nga

Chuyên khoa Văn hóa và Ngôn ngữ Hàn Quốc

#### Đại học Thiết kế
Khoa Thiết kế
- Chuyên ngành Thiết kế Truyền thông
- Chuyên ngành Thiết kế Thời trang
- Chuyên ngành Thiết kế Dệt may
- Chuyên ngành Thiết kế Không gian
- Chuyên ngành Thiết kế Đồ gốm
- Chuyên ngành Thiết kế Công nghiệp
- Chuyên ngành Thiết kế Phương tiện AR - VR

Chuyên khoa Thiết kế Dệt may
Chuyên khoa Thiết kế Công nghiệp

#### Đại học Nghệ thuật
Khoa làm phim và Video
- Chuyên khoa Văn hóa Nghệ thuật Hình ảnh Biểu diễn
- Chuyên ngành làm phim và Video
- Chuyên ngành Kịch
- Chuyên ngành Quản trị Văn hóa và Nghệ thuật

Chuyên khoa Nhiếp ảnh và Nội dung Kỹ thuật số
Chuyên khoa Nghệ thuật Sân khấu
Chuyên khoa Hoạt hình và Hình ảnh động (Animation)

#### Đại học Công nghệ Tập trung
Chuyên khoa Kỹ thuật Thực vật và Thực phẩm
Chuyên khoa Cảnh quan Môi trường
Chuyên khoa Điều dưỡng
Chuyên khoa Công nghiệp Thể thao

#### Đại học Kỹ thuật
Chuyên khoa Phần mềm
Chuyên khoa Kỹ thuật Truyền thông Thông tin Thông minh
Chuyên khoa Kỹ thuật Quản trị
Chuyên khoa Kỹ thuật Hóa học xanh
Chuyên khoa Kỹ thuật Hệ thống Xây dựng
Chuyên khoa Kỹ thuật An ninh Thông tin
Chuyên khoa Kỹ thuật Bán dẫn Hệ thống

### Các khoa, ngành giáo dục hệ sau đại học cở sở Seoul:[6]

#### Khoa học Xã hội và Nhân văn
- Giáo dục Ngôn ngữ Hàn Quốc
- Nghiên cứu Hàn Quốc
- Giáo dục
- Địa lý
- Thư viện và Khoa học Thông tin
- Hành chính công
- Kinh tế học
- Quản trị Kinh doanh
- Thương mai Quốc tế
- Phúc lợi Gia đình
- Bảo vệ Bản quyền
- Bất động sản
- Sáng tạo Nội dung
- Quốc phòng
- Quản trị Tài sản
- Quản trị An ninh Mạng

#### Khoa học Tự nhiên
- Hóa học
- Sinh học
- Máy tính
- Dịch vụ ăn uống và Dinh dưỡng
- Mội trường sống Toàn cầu
- Trò chơi Điện tử

#### Kỹ thuật
- Kỹ thuật Hóa học và Vật liệu mới
- Kỹ thuật Cảm biến
- Mạng lưới Năng lượng
- Khoa học Dữ liệu
- Tập trung Công nghệ Thông tin (ICT) Thể thao

#### Nghệ thuật và Văn hóa
- Nghệ thuật Tạo hình
- Nghệ thuật Sống
- Âm nhạc
- Âm nhạc Phương tiện mới
- Giáo dục Thể chất
- Nghệ thuật Múa
- Hình ảnh Kỹ thuật số
- Quản trị Nghệ thuật Biểu diễn
- Công nghệ Âm nhạc

### Các khoa, ngành giáo dục hệ sau đại học cở sở Cheonan:[7]

#### Khoa học Xã hội và Nhân văn
- Quản trị Tài chính Toàn cầu

#### Khoa học Tự nhiên
- Kỹ thuật Thực vật và Thực phẩm
- Kiến trúc Cảnh quan Môi trường
- Tài nguyên Môi trường

#### Kỹ thuật
- Phần mềm
- Kỹ thuật Hệ thống Thông tin Điện tử
- Kỹ thuật Kinh doanh
- Kỹ thuật Hệ thống Xây dựng
- Kỹ thuật Hóa học xanh
- Kỹ thuật Xây dựng, Môi trường và Y sinh

#### Nghệ thuật và Văn hóa
- Công nghệ Tập trung Thể thao
- Thiết kế
- Nghệ thuật và Văn hóa Thiết kế
- Phương tiện Nghệ thuật Trực quan Nhiếp ảnh
- Phim và Video
- Kịch
- Nghệ thuật Sân khấu
- Nghệ thuật Biểu diễn
- Truyện tranh và Hình ảnh động (Animation)

## Cựu sinh viên nổi bật
- Bae Seul-ki
- Cho Youjeen (Cherry Filter)
- Choi Won-young
- Go Soo
- Hwang Sun-hee
- Im Ji-eun
- Kang Dong-won
- Kil Yong-woo
- Kim Dong Wan (Shinhwa)
- Kim Eun-jung (Jewelry)
- Kim Jaewon
- Kim Kkot-bi
- Kim Won-jun
- Kim Yo-han (X1 / Wei)
- Kwon So-hyun
- Lee Seul-bi
- Son Ji-hyun (4Minute)
- Oh Hyun Jun (M.Pire)
- Oh Seungah (Rainbow)
- Park Bo Gum
- Park Joo-yeon
- Park Se-young
- Park Sol-mi
- Shin Da-eun
- Son Tae-young
- Yeon Sang-ho